# 西府町
西府町（にしふちょう）は、東京都府中市の地名。現行行政地名は、西府一丁目から西府五丁目。
郵便番号は183-0031。

## 地理
府中市の西側に位置する。東から時計回りに、府中市本宿町、府中市日新町、国立市谷保、国立市富士見台、府中市西原町に隣接する。

## 交通

### 鉄道
| 隣接する街区の駅         |
| ------------------------ |
| JR南武線 - 西府駅(JN 22) |

- 西府駅の所在地は府中市本宿町となる

### バス
- 京王電鉄バス府中営業所

### 道路
- 新府中街道

## 施設

### 西府ニ丁目
- 武蔵府中熊野神社古墳

### 西府四丁目
- 府中市立府中第十中学校